# اسکارلت (مورتال کامبت)
اسکارلت (انگلیسی: Skarlet) یکی از شخصیت‌های بازی مورتال کامبت می‌باشد که اولین حضور وی مورتال کامبت ۲۰۱۱ بود. اسکارلت ساخته دست شائو کان و مطیع کامل به فرامین وی می‌باشد. اسکارلت توسط شائو کان آموزش جادوگری با خون را دیده‌است به طوری که این جادو توسط خون گرفته شده از دشمنان شائوکان به وی گذاشته شده‌است.او با ارون بلک رابطه عاشقانه دارد. اسکارلت همچنین در مورتال کامبت ۱۱ نیز حضور دارد.